# Ascorhynchus ios
Ascorhynchus ios là một loài nhện biển trong họ Ascorhynchidae. Loài này thuộc chi Ascorhynchus. Ascorhynchus ios được miêu tả khoa học năm 1993 bởi Bamber & Thurston.